# Cataenococcus olivaceus
Cataenococcus olivaceus är en insektsart som först beskrevs av Cockerell 1896.  Cataenococcus olivaceus ingår i släktet Cataenococcus och familjen ullsköldlöss. Inga underarter finns listade i Catalogue of Life.